# Процес у справі «військово-фашистського заколоту»
Закритий судовий процес у справі «Військово-фашистського заколоту» 1937 — закрите судове засідання, що розпочалось 11 червня 1937, на якому засуджено групу військовиків на чолі з 1-м заступником наркома оборони СРСР і начальником управління бойової підготовки РСЧА М.Тухачевським. Засуджених було визнано організаторами військового заколоту, що мав призвести до державного перевороту в СРСР. Засідання відбулося під головуванням В.Ульріха і за участі маршалів Радянського Союзу В.Блюхера й С.Будьонного, командармів Я.Алксніса, Б.Шапошникова, І.Бєлова, П.Дибенка і Н.Каширіна, комдива Є.Горячева. Ще з середини 1920-х рр. органи держбезпеки почали накопичувати компрометуючі матеріали на М.Тухачевського. 1930 вони отримали свідчення деяких близьких до М.Тухачевського військових про його приналежність до т. зв. правої опозиції (див. також «Весна»). Коли до керівництва НКВС прийшов М.Єжов (див. Єжовщина), він надав цим матеріалам особливого значення. Й.Сталіну з НКВС було надіслано записку з матеріалами однієї з білоемігрантських організацій, де стверджувалося, що «в СРСР групою вищих командирів готується державний переворот». Дещо пізніше німецькою розвідкою до відома радянського керівництва через чехословацького президента Е.Бенеша були доведені сфабриковані нею «матеріали» про зв'язки М.Тухачевського з іноземними розвідками та про його плани щодо військового перевороту. Вбачаючи у військових діячах своїх потенційних суперників, Й.Сталін віддав розпорядження про арешт М.Тухачевського і тих військових, яких підозрювали у «змові». В травні 1937 М.Тухачевського було заарештовано. До списків членів «центру заколоту» було включено прізвища командармів 1-го рангу Й.Якіра та І.Уборевича, комкорів А.Корка, Р.Ейдемана, Б.Фельдмана, В.Примакова і В.Путну, а також нач. політуправління РСЧА, армійського комісара 1-го рангу Я.Гамарника (останній 30 травня 1937 покінчив життя самогубством). Після застосування фізичних тортур із заарештованих вибили необхідні зізнання, а після закритого судового засідання їх стратили. Цю справу було використано для подальшого посилення репресій в армії і на флоті. Лише упродовж 9 днів після суду було заарештовано як учасників «військово-фашистського заколоту» 980 командирів і політпрацівників, з-поміж них — 29 комбригів, 37 комдивів, 21 комкор, 16 полкових комісарів, 17 бригадних і 7 дивізійних комісарів.
У 1950-ті рр. М.Тухачевський та ін. незаконно репресовані в справі «військово-фашистського заколоту» були реабілітовані.